# 阿爾巴尼亞—希臘關係
阿爾巴尼亞 - 希臘關係（希臘語：Σχέσεις Ελλάδας και Αλβανίας）是阿爾巴尼亞和希臘的雙邊關係。兩國的外交關係於1971年建立，此后良好发展。
阿爾巴尼亞和希臘政府之間有頻繁的高層接觸，兩國保持著紧密的外交關係。這兩個國家均为歐洲委員會和北約的成员国，希臘也坚定支持阿爾巴尼亞加入歐盟。在希臘出任歐盟輪值主席國期间，阿爾巴尼亞於2014年6月24日獲得歐盟候選國地位。
希臘是阿爾巴尼亞主要的投資者和主要貿易夥伴之一，希腊與意大利一道支持阿爾巴尼亞加入北約。希臘政府也是阿爾巴尼亞最大的援助来源国之一，也是阿爾巴尼亞國家劇院的主要援建者。
在希腊有近60万阿爾巴尼亞裔希臘人，而在阿尔巴尼亚则有希臘裔阿爾巴尼亞人20万人。